# Tyson (geslacht)
Tyson is een monotypisch geslacht van straalvinnige vissen uit de familie van grondels (Xenisthmidae).

## Soorten
- Tyson belos Springer, 1983